# Dimetilglicină
Dimetilglicina (N,N-dimetilglicina) este un compus organic, fiind un derivat metilat de glicină, cu formula chimică (CH3)2NCH2COOH. Se formează ca urmare a metabolismului unor compuși, precum colina și trimetilglicina.
Este obținută din glicină prin reacția Eschweiler-Clarke.